# Quad Cities Clean Energy Center

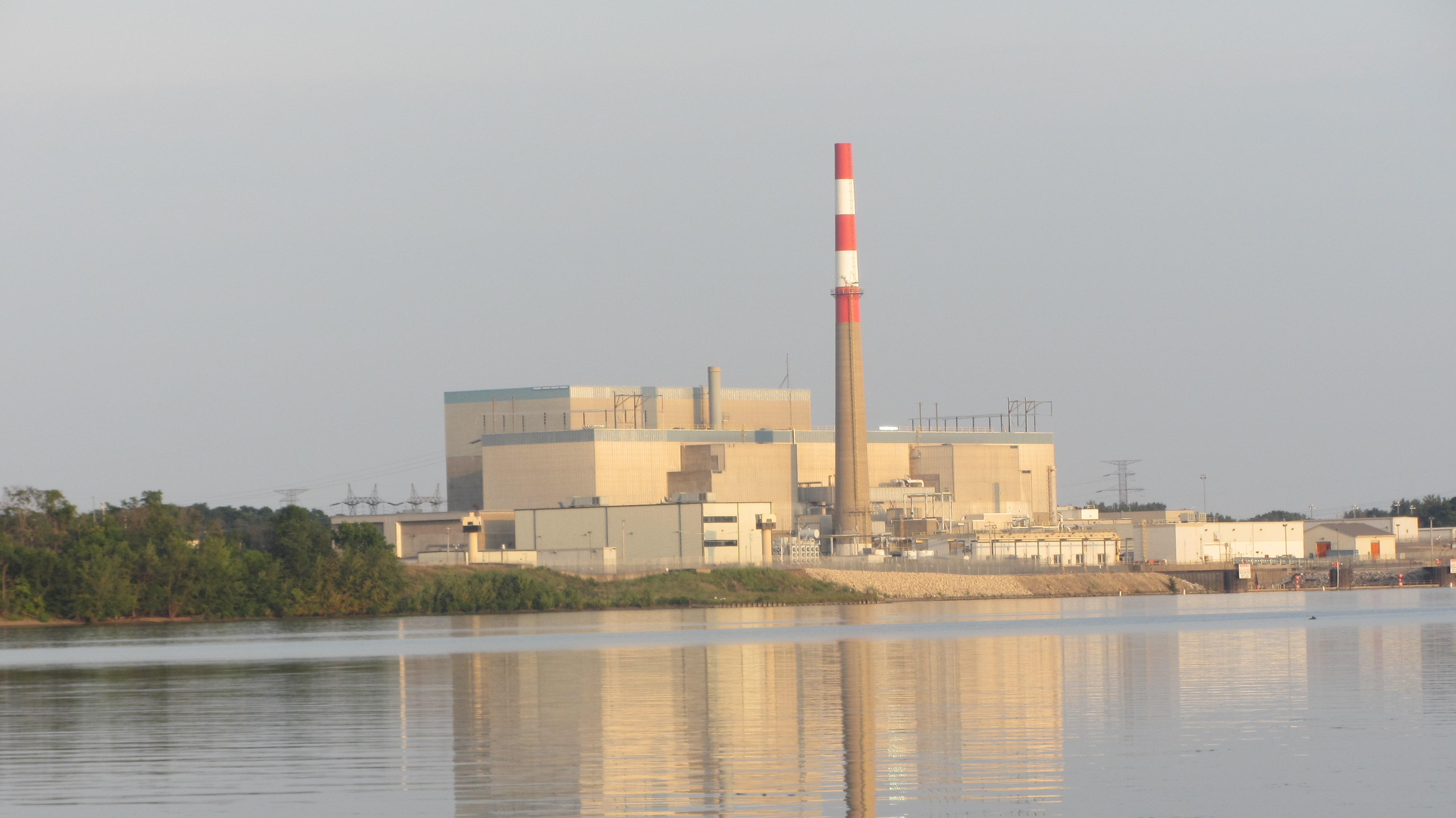
Quad Cities Clean Energy Center, 2016.

Quad Cities Clean Energy Center är ett kärnkraftverk med två kärnreaktorer som kan producera maximalt 1 870 megawatt (MW) elektricitet, vilket motsvarar elektricitet för fler än en miljon bostäder. Kärnkraftsanläggningen ligger på ett 310 hektar (765 acre) stort område i Cordova, Illinois i USA. Quad Cities ägs till 75% av Constellation Energy medan resterande 25% ägs av Midamerican Energy.
Kärnkraftverkets första reaktor kom i drift den 18 februari medan den andra gjorde det den 10 mars 1973.